# Logan megye (Illinois)
Logan megye az Amerikai Egyesült Államokban, azon belül Illinois államban található. Megyeszékhelye és legnagyobb városa Lincoln. Lakosainak száma 27 987 fő (2020. április 1.).

## Szomszédos megyék
- Mason megye (északnyugat)
- Tazewell megye (észak)
- McLean megye (északkelet)
- DeWitt megye (kelet)
- Macon megye (délkelet)
- Sangamon megye (dél)
- Menard megye (nyugat)

## Népesség
A megye népességének változása:
| Lakosok száma | 30 286 | 30 265 | 30 027 | 29 964 | 29 494 | 27 987 |
|               | 2010   | 2011   | 2012   | 2013   | 2015   | 2020   |